# バレーボールセーシェル男子代表
バレーボールセーシェル男子代表（バレーボールセーシェルだんしだいひょう）は、バレーボールの国際大会で編成されるセーシェルの男子バレーボールナショナルチームである。
1982年に国際バレーボール連盟へ加盟。

## 過去の成績

### オリンピックの成績
- 出場なし

### 世界選手権の成績
- 出場なし

### アフリカ選手権の成績
- 1993年 - 4位